# Општина Крупа на Уни
Крупа на Уни је општина у Републици Српској, БиХ. Сједиште општине се налази у насељу Доњи Дубовик. Према подацима Агенције за статистику Босне и Херцеговине на попису становништва 2013. године, у општини је пописано 1.597 лица.

## Политичко уређење

### Општинска администрација
Начелник општине представља и заступа општину и врши извршну функцију у Крупи на Уни. Избор начелника се врши у складу са изборним Законом Републике Српске и изборним Законом БиХ. Општинску администрацију, поред начелника, чини и скупштина општине. Институционални центар општине Крупа на Уни је насеље Доњи Дубовик, гдје су смјештени сви општински органи.
Начелник општине Крупа на Уни је Гојко Кличковић испред Социјалистичке партије, који је на ту функцију ступио након локалних избора у Босни и Херцеговини 2024. године. Састав скупштине општине Крупа на Уни је приказан у табели.

### Повјереништво за Општину Крупа на Уни
Повјереништво за општину Крупа на Уни је формирано 1996. године на основу Тачке 2. Амандмана XXXV на Устав Републике Српске и Тачке 2. Одлуке о образовању повјереништава за општине односно подручја која су у цјелини или дјелимично ушла у састав Федерације БиХ. Повјереништво општине извршава налоге Народне скупштине, Предсједника Републике и Владе Републике Српске и врши послове из надлежности Скупштине општине и Извршног одбора у складу са законом. Сједиште повјереништва је било у Приједору. Повјереништво је образовано у сљедећем саставу:
1. Бранко Рађеновић, предсједник,
2. Срећко Богуновић,
3. Божо Пилиповић,
4. Милан Радошевић,
5. Чедомир Ајдуковић,
6. Душан Штрбац,
7. Димитрије Мишковић.

## Географија
Општина Kрупа на Уни смјештена је на сјеверозападу Републике Српске на обронцима планине Грмеч и захвата површину од 124km². Општинско подручје се граничи са Хрватском на западу, општинама у Федерацији БиХ Босанска Kрупа и Сански Мост на сјеверозападу и општинама Нови Град и Оштра Лука на истоку.
Сједиште општине у Доњем Дубовику смјештено је на 300м.н.в и захваљујући повољном географском положају и постојећој инфраструктури добро је повезано саобраћајном инфраструктуром. Удаљеност општине од Новог Града је 21km, од регионалног центра Приједорa је 50km, Бања Луке 100km, те Босанске Kрупе 18km.
Територија општине је испресјецана многобројним водотоцима од којих је најзначајнији ријека Уна, те рјечице Јапра и Војскова.
Клима је умјереноконтинентална, која се одликује свјежим љетима и не превише хладним зимама.

## Историја
Општина Kрупа на Уни је настала потписивањем Дејтонског мировног споразума од дијела пријератне општине Босанска Kрупа. Одлуку о формирању је донијела Скупштина Општине 1997. године. Демографско насељавање ових простора потиче од давнина о чему свједоче многи писани трагови, остаци манастира и сакралних објеката и других споменика културе. Велике миграције становника оставиле су трага на броју становника општине који се умногоме смањио након Другог свјетског рата и колонизације становништва у Војводину.

## Привреда
До распада бивше Југославије велики број становника је радио у Словенији и Хрватској, који су се, по избијању ратних сукоба вратили у мјеста рођења остављајући имовину коју су дуго година стварали.
Свеукупна дешавања у сфери политике према селу и неразвијеним општинама доводе и даље до миграције становника, што води даљој тенденцији смањења броја становника и њиховим тражењем бољих услова за живот. Због свеукупног привредног окружења и стагнације привредног развоја, привреда на подручју Општине Kрупе на Уни је тренутно ослоњена на текстилну индустрију „Златна Игла”, погон који запошљава 20 радника углавном жена и налази се у Осредку.
Због неразвијености приватног сектора, недоступности приватног капитала, привредни развој није реално очекивати брзо и лако ријешити.

## Пољопривреда и шумарство
Општина Kрупа на Уни је изразито пољопривредно-сточарски крај у чему она види окосницу свог развоја, кроз производњу здраве хране и све већу производњу за тржиште. Сву своју пажњу општина усмјерава на развој пољопривреде (сточарство, ратарство и воћарство).
Општина располаже са 4.093ha обрадиве пољопривредне површине, 1740ha пашњака, 663ha ливада, 2500ha шуме и 111ha воћњака. Скоро у цјелости наведене површине су у приватном посједу, што је свакако битна чињеница за будућност у смислу интензивирања пољопривредне производње кроз развој задругарства и кооперантских односа. У ратарској производњи доминантна је производња меркантилног кукуруза и стрних жита (пшеница, зоб, јечам), те травно-дјетелинских смјеша. У области воћарства најзаступљеније воћне врсте су шљива и јабука. Услови за гајење воћа на овим просторима су изузетно повољни, а задњих година је присутан пораст броја интензивних засада. Када је ријеч о сточарској производњи, она је на подручју наше општине одувијек имала значајну улогу, раније више кроз производњу меса у говедарству и овчарству, а у задње вријеме приоритет има производња млијека и његов пласман кроз организован откуп мљекаре из Kозарске Дубице. Годишње се са подручја наше општине откупи око 1.300.000 литара млијека, што је битна ставка у приходу становништва на овом подручју.
Шумско богатство је такође битан фактор развоја. Укупна површина под шумом је 2500ha, од чега је 1500ha у приватном власништву. Шумама на нашем подручју газдује шумско газдинство Приједор.

## Образовање, спорт и култура
Образовање на подручју општине Kрупе на Уни се одвија кроз деветоразредну наставу у централној основној школи „Бранко Ћопић” у Доњем Дубовику и у четири подручне четвороразредне школе у Хашанима, Малом Дубовику, Осредтку и Бушевићу.
Спортски живот и спортске активности сведене су на аматерско бављење спортом са једном карате секцијом карате клуба „Шодан” Приједор, у којој млади стичу нове вјештине и кроз такмичење упознају нове градове и пријатеље.

### „Ћопићевим стазама дјетињства”
У културној сфери живота носилац свих активности јесте Завичајно друштво „Бранко Ћопић”, које сваке године у сарадњи са Општином и фондацијом „Бранко Ћопић” под покровитељством Предсједника Републике Српске организује традиционалну културну манифестацију „Ћопићевим стазама дјетињства”. Ова културна манифестације почиње у мјесецу марту и праћена је одржавањем свечаних академија у општинама Приједорске регије, да би се наставила у родном мјесту писца Хашанима, праћена низом садржаја као што су посјета родној кући писца, затим школи у којој је Бранко научио прва слова, посјета гробу ђеда Раде. Манифестација се завршава у октобру гђе се под покровитељством Министарства просвете додјељују награде најуспјешнијим младим ствараоцима писане ријечи.

## Инфраструктура
Путну инфраструктуру општине чини мрежа регионалних путних правца у дужини од 16km, те локални путни правци дужине од 65 километара од чега 25km асфалтног пута и око 40km макадамског пута.
Општина Kрупа на Уни газдује водоводним системом који обезбјеђује питку воду за 114 домаћинстава општине Kрупа на Уни и 85 домаћинстава са подручја општине Нови Град, док је остали дио општине ријешен са локалним водоводним системима типа сеоских водовода са по десетак корисника. Снабдијевање становника електричном енергијом је задовољавајуће, мада је стање нисконапонске и далеководне мреже јако слабо. Телекомуникациони систем на подручју општине Kрупа на Уни функционише на принципу СЛЛ-а са око 200 корисника, док је мобилном телефонијом покривено цијело подручје општине.

## Туризам
Богатство туристичког потенцијала општине Kрупа на Уни чини разноврсна флора и фауна, еколошки незагађени простори, бистри водотоци и прелијепи крајолици подно планине Грмеч.
Туристичка дестинација од значаја засигурно јесу Хашани, као родно мјесто великана писане ријечи Бранка Ћопића.
Природни амбијент Хашана чине школа, црква родна кућа писца, мада још девастирана и нада све чувена и описана ријечица Јапра и на њој ђеда Тришин млин, тренутно се користе као излетиште за ђачке екскурзије. Сви поштоваоци лика и дјела Бранка Ћопића оживљавају успомене на познате нам ликове из Ћопићевих дјела осликане кроз приче о Хајдучким временима, доживљајима Николетине Бурсаћа и других ликова.
Велики потенцијал општине Kрупа на Уни јесте и чиста и нетакнута природа. Боравак у њој, шетња, рекреација, уз могућност бављења ловом и риболовом, мир и тишина чине праву туристичку атракцију. Туристичка мјеста која свакако треба обићи су слапови на Војскови, стара Kула у Хашанима изграђена још у времену Турака, затим локације Мокре и Суве пећине у Балиним Барама. Оно што засигурно треба обићи на подручју Kрупе на Уни, јесу и цркве као нијеми свједоци прошлих времена међу којима посебно треба издвојити цркву на Kлисини у Средњем Дубовику, саграђене 1887. године.
Поред ових локација атрактивно мјесто за обилазак јесте и Бушевић, познат по рођењу Петра Поповића Пеције чувеног хајдука из времена буна у борби против турака, коме је у част подигнут споменик, који поред споменика из НОБ –е и отаџбинског рата дочарава слику бурних времена који су се преламали на овим просторима.

## Здравство
Здравствена заштита на подручју општине Kрупа на Уни је организована кроз тимове породичне медицине смјештене у дому здравља у Доњем Дубовику као и подручним амбулантама у Хашанима, Осретку и Бушевићу.

## Невладине организације
На подручју општине Kрупа на Уни регистровано је више невладиних организација између којих су:
- Ловачко Удружење „Војскова”
- Риболовно Удружење „Пастрмка”
- Удружење пољопривредних произвођача Kрупа на Уни
- Удружење породица са четверо и више дјеце „Подгрмеч”
- Завичајно Друштво „Бранко Ћопић” предсједник Милан Дакић тел: 065-645-004
- Добровољно ватрогасно друштво Kрупа на Уни

## Насељена места
Подручје општине Крупа на Уни чине насељена мјеста:
Велики Дубовик*, Горњи Бушевић*, Доњи Дубовик, Доњи Петровићи, Мали Дубовик, Осредак, Отока*, Поткалиње*, Средњи Бушевић*, Средњи Дубовик*, Средњи Петровићи* и Хашани.
Ово подручје се до распада Југославије налазило у саставу општине Босанска Крупа. Општина Крупа на Уни у садашњим границама функционише од потписивања Дејтонског споразума, када је мањи дио пријератне општине Босанска Крупа поново ушао у састав Републике Српске.

## Становништво
|             | 2013.          | 1991.          |
| Укупно      | 1 597 (100,0%) | 1 776 (100,0%) |
| Срби        | 1 592 (99,69%) | 1 256 (70,72%) |
| Бошњаци     | 3 (0,188%)     | 513 (28,89%)1  |
| Хрвати      | 2 (0,125%)     | 2 (0,113%)     |
| Остали      | –              | 3 (0,169%)     |
| Југословени | –              | 2 (0,113%)     |

1. 1 На пописима од 1971. до 1991. Бошњаци су пописивани углавном као Муслимани.

## Познате личности
- Бранко Ћопић, српски и југословенски књижевник
- Гојко Кличковић, српски политичар и бивши председник Владе Републике Српске
- Велимир Стојнић, народни херој Југославије